# Ouarville
Pour les articles homonymes, voir Ouarville (homonymie).
Ne pas confondre avec Ouarville, hameau de la commune de Lèves (Eure-et-Loir)
Ouarville est une commune française située dans le département d'Eure-et-Loir en région Centre-Val de Loire.

## Géographie

### Situation
Ouarville est un village beauceron, situé à 14 km au nord-est de Voves, 12 km au sud d'Auneau et environ 1 500 m de l'ancienne voie romaine de Chartres à Sens dite Chemin de Saint-Mathurin.
La route nationale 154 passe à 8 km du village et la ligne chemin de fer Paris - Tours via Châteaudun et Vendôme à 5 km au nord-ouest.

Situation géographique
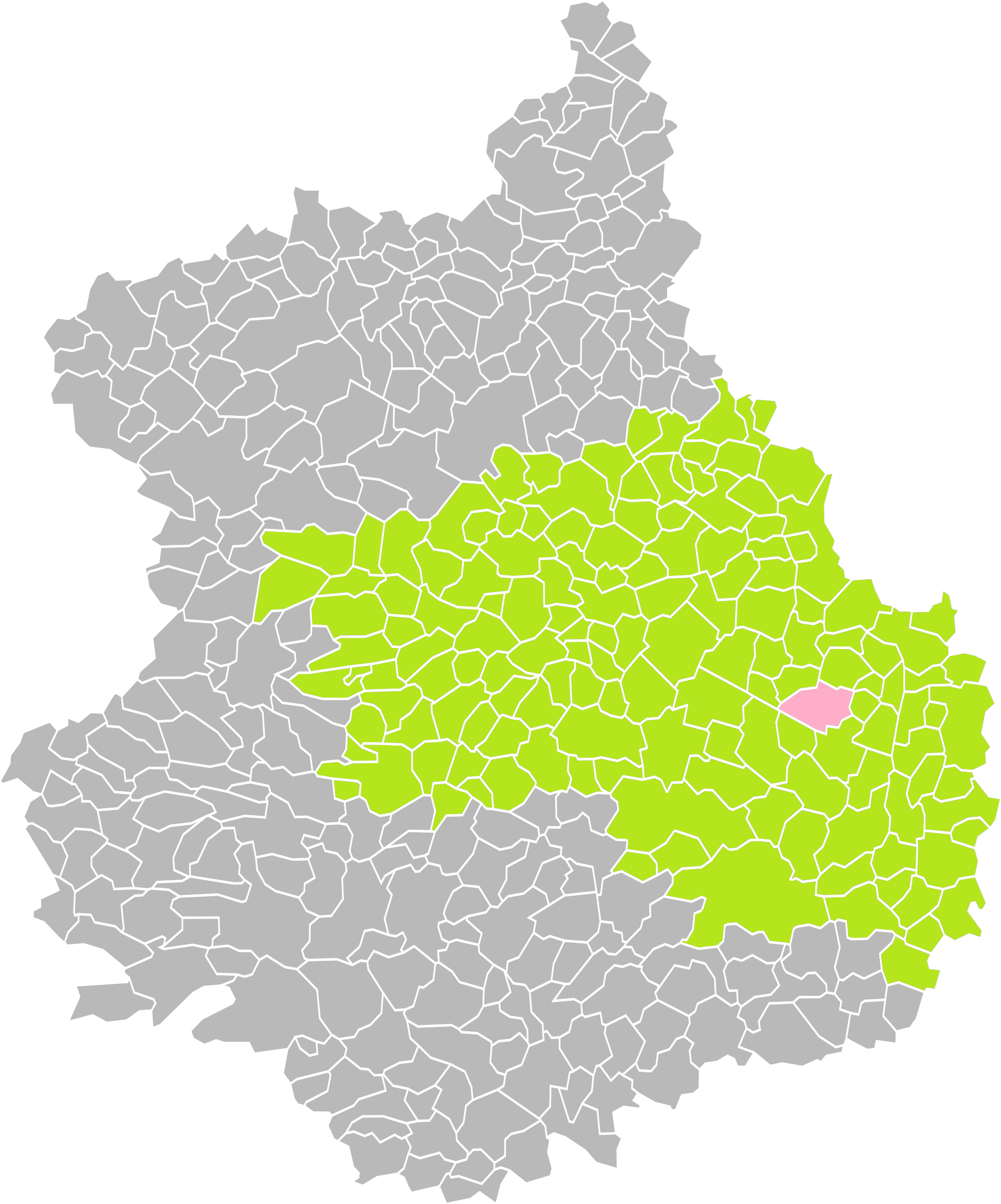
Ouarville dans son arrondissement.
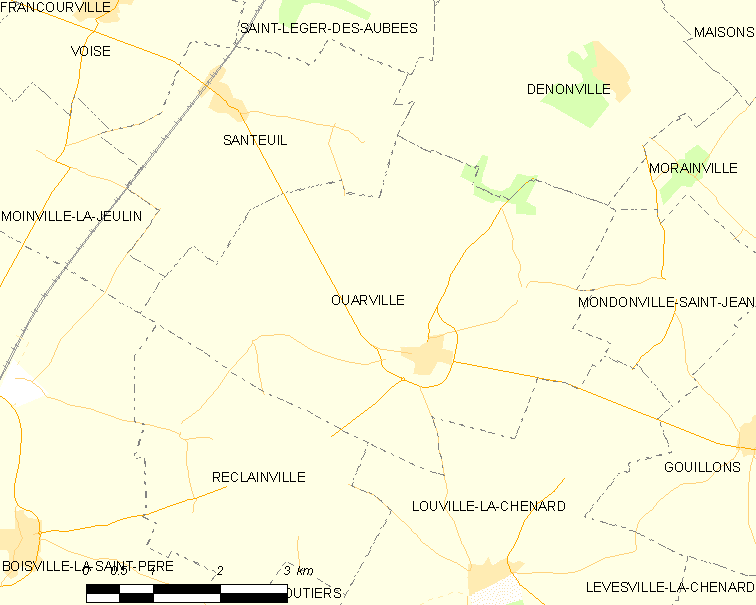
Carte de la commune d'Ouarville.

### Communes limitrophes
| Santeuil                |              | Denonville             |
| Moinville-la-Jeulin     | Ouarville    | Mondonville-Saint-Jean |
| Boisville-la-Saint-Père | Réclainville | Louville-la-Chenard    |

### Climat
Pour des articles plus généraux, voir Climat du Centre-Val de Loire et Climat d'Eure-et-Loir.
En 2010, le climat de la commune est de type climat océanique dégradé des plaines du Centre et du Nord, selon une étude du CNRS s'appuyant sur une série de données couvrant la période 1971-2000. En 2020, Météo-France publie une typologie des climats de la France métropolitaine dans laquelle la commune est exposée à un climat océanique altéré et est dans la région climatique  Sud-ouest du bassin Parisien, caractérisée par une faible pluviométrie, notamment au printemps (120 à 150 mm) et un hiver froid (3,5 °C). 
Pour la période 1971-2000, la température annuelle moyenne est de 10,7 °C, avec une amplitude thermique annuelle de 14,9 °C. Le cumul annuel moyen de précipitations est de 636 mm, avec 10,7 jours de précipitations en janvier et 7,6 jours en juillet. Pour la période 1991-2020, la température moyenne annuelle observée sur la station météorologique de Météo-France la plus proche, « Louville », sur la commune de Louville-la-Chenard à 3 km à vol d'oiseau, est de 11,5 °C et le cumul annuel moyen de précipitations est de 625,8 mm,. Pour l'avenir, les paramètres climatiques de la commune estimés pour 2050 selon différents scénarios d'émission de gaz à effet de serre sont consultables sur un site dédié publié par Météo-France en novembre 2022.

## Urbanisme

### Typologie
Au 1er janvier 2024, Ouarville est catégorisée commune rurale à habitat dispersé, selon la nouvelle grille communale de densité à 7 niveaux définie par l'Insee en 2022.
Elle est située hors unité urbaine. Par ailleurs la commune fait partie de l'aire d'attraction de Paris, dont elle est une commune de la couronne,. 

### Occupation des sols
L'occupation des sols de la commune, telle qu'elle ressort de la base de données européenne d’occupation biophysique des sols Corine Land Cover (CLC), est marquée par l'importance des territoires agricoles (97,2 % en 2018), une proportion sensiblement équivalente à celle de 1990 (97,6 %). La répartition détaillée en 2018 est la suivante : 
terres arables (97,2 %), zones urbanisées (1,6 %), forêts (1,1 %). L'évolution de l’occupation des sols de la commune et de ses infrastructures peut être observée sur les différentes représentations cartographiques du territoire : la carte de Cassini (XVIIIe siècle), la carte d'état-major (1820-1866) et les cartes ou photos aériennes de l'IGN pour la période actuelle (1950 à aujourd'hui).

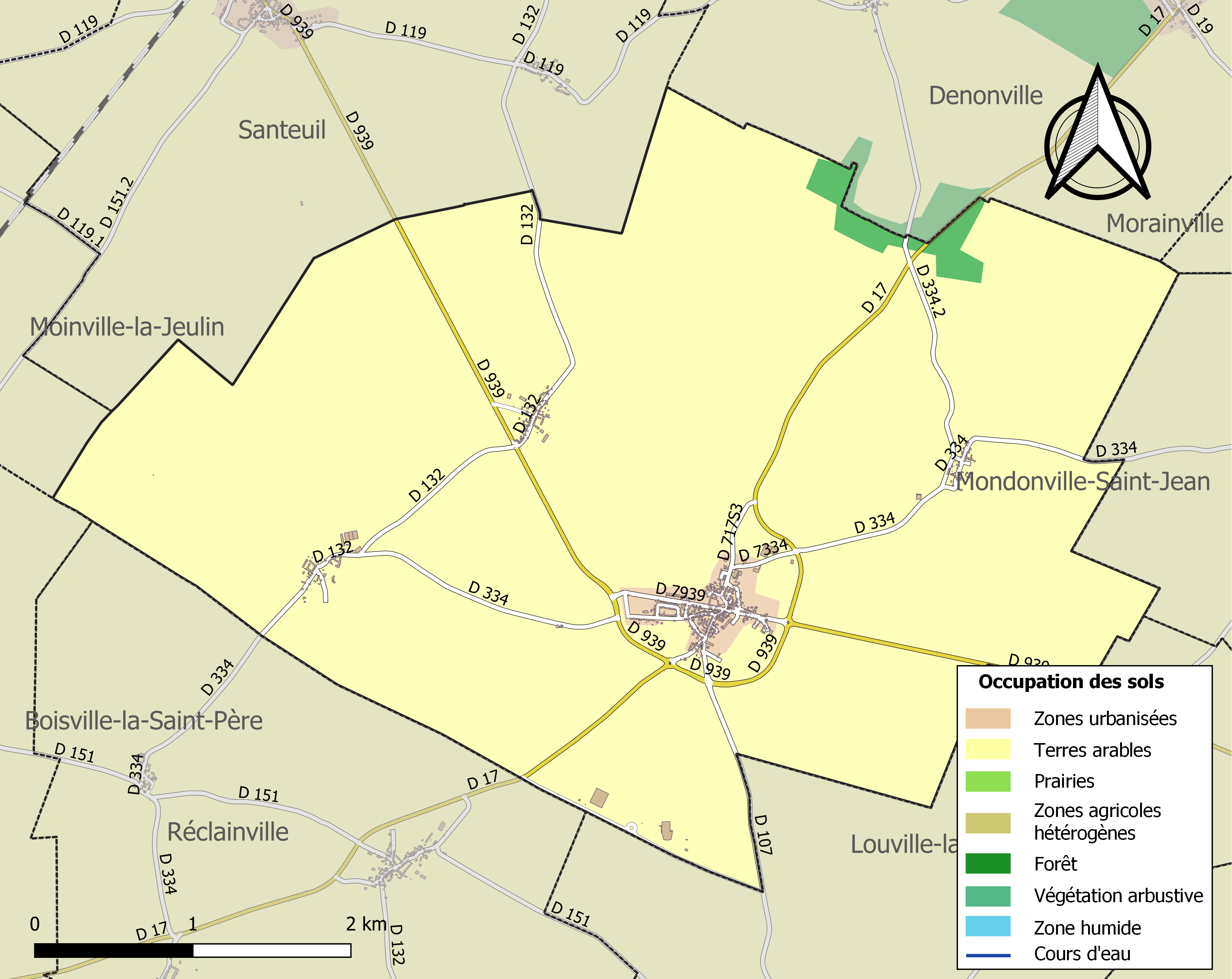
Carte des infrastructures et de l'occupation des sols de la commune en 2018 (CLC).

### Risques majeurs
Le territoire de la commune d'Ouarville est vulnérable à différents aléas naturels : météorologiques (tempête, orage, neige, grand froid, canicule ou sécheresse), inondations, mouvements de terrains et séisme (sismicité très faible). Il est également exposé à un risque technologique, le transport de matières dangereuses. Un site publié par le BRGM permet d'évaluer simplement et rapidement les risques d'un bien localisé soit par son adresse soit par le numéro de sa parcelle.

#### Risques naturels
Certaines parties du territoire communal sont susceptibles d’être affectées par le risque d’inondation par débordement de cours d'eau, notamment la Vallée du Bois des Vaux. La commune a été reconnue en état de catastrophe naturelle au titre des dommages causés par les inondations et coulées de boue survenues en 1999,.

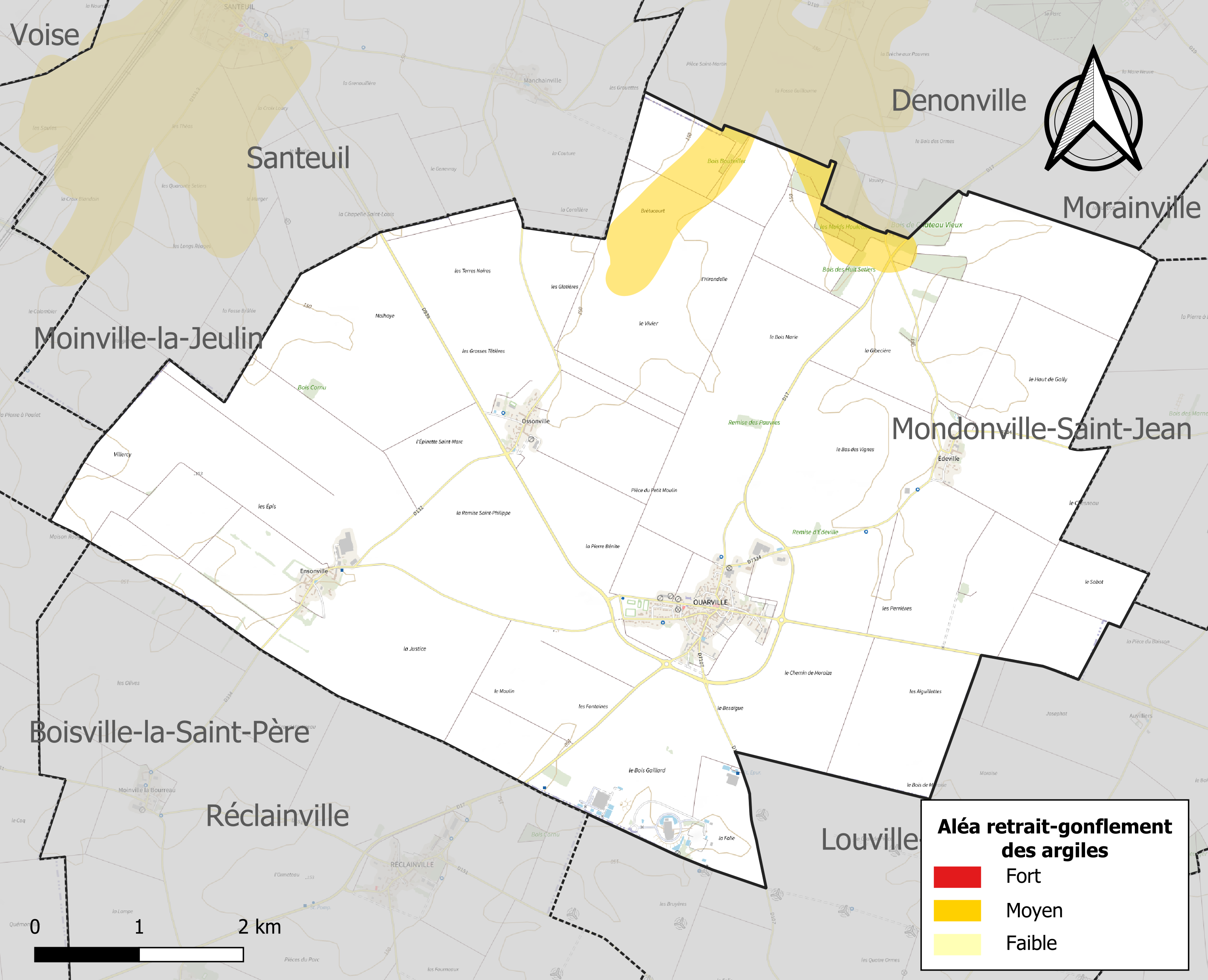
Carte des zones d'aléa retrait-gonflement des sols argileux d'Ouarville.

Les mouvements de terrains susceptibles de se produire sur la commune sont des affaissements et effondrements liés aux cavités souterraines. L'inventaire national des cavités souterraines permet de localiser celles situées sur la commune.
Le retrait-gonflement des sols argileux est susceptible d'engendrer des dommages importants aux bâtiments en cas d’alternance de périodes de sécheresse et de pluie. 3,1 % de la superficie communale est en aléa moyen ou fort (52,8 % au niveau départemental et 48,5 % au niveau national). Sur les 259 bâtiments dénombrés sur la commune en 2019, 0 sont en aléa moyen ou fort, soit 0 %, à comparer aux 70 % au niveau départemental et 54 % au niveau national. Une cartographie de l'exposition du territoire national au retrait gonflement des sols argileux est disponible sur le site du BRGM,.
Concernant les mouvements de terrains, la commune a été reconnue en état de catastrophe naturelle au titre des dommages causés par des mouvements de terrain en 1999.

#### Risques technologiques
Le risque de transport de matières dangereuses sur la commune est lié à sa traversée par des infrastructures routières ou ferroviaires importantes ou la présence d'une canalisation de transport d'hydrocarbures. Un accident se produisant sur de telles infrastructures est en effet susceptible d’avoir des effets graves au bâti ou aux personnes jusqu’à 350 m, selon la nature du matériau transporté. Des dispositions d’urbanisme peuvent être préconisées en conséquence.

## Toponymie
Le nom de la localité est attesté sous les formes Orrivilla vers 1120, Horrevilla en 1168, Horreivilla en 1193, Oirrevilla en 1195, Oerrevilla en 1229, Orreinvilla vers 1320, Oirville en 1382, Quarreville en 1404.

## Histoire

### Révolution française et Empire
Jacques Pierre Brissot de Warville (1754-1793), révolutionnaire français, chef de file des Girondins pendant la Révolution française.
Dans ses Mémoires, Jacques Pierre Brissot de Warville écrit : "Né le second de mes frères, je portais, pour être distingué d'eux, suivant l'usage de la Beauce, le nom d'un village où j'avais été mis en nourrice et où mon père possédait quelques terres. Ce village s'appelait Ouarville, et Ouarville fut le nom sous lequel j'ai été constamment connu dans mon pays ; ainsi mon troisième frère fut appelé Thivars."
La mère de Jacques Pierre Brissot, Marie Louise Legrand, décédée en 1800 à Chartres, possédait bien des terres à Ouarville. Ces terres furent attribuées à concurrence d'un quart aux trois fils de Jacques Pierre Brissot, suivant acte reçu par Maître Chevard, notaire à Chartres, le 2 septembre 1800 ; puis suivant acte reçu par Maître Letartre, notaire à Chartres, le 10 août 1802, les deux fils de Jacques Pierre Brissot, ayant hérité entre-temps de leur frère décédé en 1802 à Saint-Domingue, rachetèrent les trois-quarts desdites terres aux autres propriétaires indivis. Enfin, les deux frères se partagèrent les terres suivant avec reçu par Maître Peluche, notaire à Chartres, le 24 septembre 1812.
Le 5 février 1814, suivant acte reçu par Maître Peluche, notaire à Chartres, Jacques Jérôme Anacharsis Brissot de Warville (1791-1860), fils de Jacques Pierre Brissot, devenu seul propriétaire, vendit à Louis-François Chauveau (1757-1843), professeur de mathématiques à Chartres, 6 hectares 78 ares et 15 centiares de terres situées à Ouarville, alors louées à Louis Hélye, cultivateur et aubergiste à Ouarville, au prix de 5.000 francs.
Il existe toutefois une controverse, il pourrait en réalité avoir été placé en nourrice à Ouarville, hameau de Lèves, et non dans la commune d'Ouarville.

## Politique et administration

### Liste des maires
| Période                                  | Période  | Identité            | Étiquette | Qualité                              |
| ---------------------------------------- | -------- | ------------------- | --------- | ------------------------------------ |
| Les données manquantes sont à compléter. |          |                     |           |                                      |
| mars 2001                                | En cours | Jean-Michel Dubief, |           | Agriculteur sur moyenne exploitation |

## Population et société

### Démographie
L'évolution du nombre d'habitants est connue à travers les recensements de la population effectués dans la commune depuis 1793. Pour les communes de moins de 10 000 habitants, une enquête de recensement portant sur toute la population est réalisée tous les cinq ans, les populations de référence des années intermédiaires étant quant à elles estimées par interpolation ou extrapolation. Pour la commune, le premier recensement exhaustif entrant dans le cadre du nouveau dispositif a été réalisé en 2008.

En 2022, la commune comptait 534 habitants, en évolution de +3,09 % par rapport à 2016 (Eure-et-Loir : −0,23 %, France hors Mayotte : +2,11 %).
| 1793 | 1800 | 1806 | 1821 | 1831 | 1836 | 1841 | 1846 | 1851 |
| ---- | ---- | ---- | ---- | ---- | ---- | ---- | ---- | ---- |
| 769  | 771  | 750  | 723  | 756  | 741  | 689  | 730  | 794  |

| 1856 | 1861 | 1866 | 1872 | 1876 | 1881 | 1886 | 1891 | 1896 |
| ---- | ---- | ---- | ---- | ---- | ---- | ---- | ---- | ---- |
| 790  | 829  | 833  | 819  | 819  | 762  | 759  | 802  | 709  |

| 1901 | 1906 | 1911 | 1921 | 1926 | 1931 | 1936 | 1946 | 1954 |
| ---- | ---- | ---- | ---- | ---- | ---- | ---- | ---- | ---- |
| 663  | 665  | 612  | 554  | 517  | 511  | 430  | 484  | 442  |

| 1962 | 1968 | 1975 | 1982 | 1990 | 1999 | 2006 | 2008 | 2013 |
| ---- | ---- | ---- | ---- | ---- | ---- | ---- | ---- | ---- |
| 387  | 425  | 408  | 425  | 468  | 549  | 571  | 577  | 527  |

| 2018 | 2022 | - | - | - | - | - | - | - |
| ---- | ---- | - | - | - | - | - | - | - |
| 530  | 534  | - | - | - | - | - | - | - |

### Enseignement
En janvier 2018, Ouarville compte cinq classes d'enseignement maternel et primaire accueillant 98 élèves, dont les enfants des villages voisins de Louville-la-Chenard et Réclainville, y compris ceux du hameau de Villeneuve-Languedoc à partir de la rentrée 2018.
En 2019, une fermeture de classe a été opérée avec un effectif de 108 élèves en 2019-2020.
Une nouvelle école primaire (incluant la cantine) est en cours de construction afin d'y accueillir les 4 classes avec une extension possible à 5.

## Culture locale et patrimoine

### Lieux et monuments

#### Le Grand Moulin
Le Grand Moulin est situé entre Chartres et Angerville, à proximité d'Ouarville. Visible de la route, il se visite de Pâques à la Toussaint, le dimanche de 14 h 30 à 18 h et en semaine sur rendez-vous. C'est un moulin à pivot aux ailes à 10 planches (système Berton).
Il est classé monument historique en 1941. Le dernier meunier en fut Robert Ferron mort en 1973 à l'âge de 73 ans. Il est démonté en juin 1989, restauré en juillet 1992, inauguré en septembre 1992. Un bail emphytéotique (bail de longue durée de 60 ans) est passé entre la commune et la famille propriétaire le 5 février 1993. Dans le cadre de la Route du Blé, il y a une année sur deux une animation à la fin du mois de juin avec une visite gratuite.
Ses ailes sont tombées en 2021 ; la réouverture du site aux visites est programmée au 1er juin 2024.

#### Église Saint-Martin
Chœur et nef (1519), lambris, voûte d'ogives, chapelles latérales (1694 et 1711), retable, autel surélevé avec tabernacle du XVIIIe siècle, banc d'œuvre avec dais sculpté, toiles du XVIIIe siècle, peinture murale du XIXe siècle au-dessus du retable sous la verrière du chevet.

### Personnalités liées à la commune
- Jean-Charles Poncelin de La Roche-Tilhac (1746-1828), imprimeur-libraire et commissionnaire en librairie. Il quitte Paris en 1811 et se retire dans sa maison de campagne d'Ouarville, où il meurt[30].
- Jean Renard dit « Poulailler », chef pendant deux ans des chauffeurs d'Orgères, est né à Ouarville.
- Walery Wroblewski (1836-1908), personnalité militaire de la Commune de Paris est mort à Ouarville.

### Héraldique
| Blason de Ouarville | Blason  | D’or au moulin à vent de sinople.                |
| Blason de Ouarville | Détails | Le statut officiel du blason reste à déterminer. |